# José Alberto Braga
José Alberto Braga (Braga, 17 de janeiro de 1944 — 30 de setembro de 2020) foi um jornalista e escritor português.
Emigrou para o Rio de Janeiro, aos 15 anos e, depois de diversos trabalhos na área do comércio, passou ao jornalismo especialmente no "Jornal do Brasil” e “Tribuna da Imprensa", bem como 'O Pasquim", semanário de referência nos meios culturais e humorísticos, do qual foi redator. O jornalista desenvolveu ainda actividades no teatro (trabalhou na peça Feiticeiras de Salém ao lado de Mário Lago, direção de Oswaldo Loureiro) na rádio (Bandeirantes) e televisão (extinta Tupi), dando particular relevo informativo à cultura portuguesa no Brasil. No Rio de Janeiro fundou um jornal e duas revistas dedicadas aos assuntos portugueses.
O autor regressou a Portugal em 1982, como correspondente do Jornal do Commercio do Rio de Janeiro. Colaborou semanalmente, durante uma década, no jornal “Diário de Notícias” e ainda no "Jornal de Letras”, “Comércio do Porto” e “Público”. Junto com o Embaixador José Aparecido de Oliveira, participou ativamente da fase de criação da CPLP (Comunidade dos Países de Língua Portuguesa). É fundador da revista 'Lusofonia'.
José Alberto Braga publicou ainda textos de humor nas revistas “Época”, Élan, “Mais”, no semanário "Expresso” e outros jornais portugueses. Participou da televisão portuguesa na qualidade de comentador de assuntos de política internacional. Também em Portugal, foi Presidente da Associação da Imprensa Estrangeira.
Morreu em Lisboa, em decorrência de uma pneumonia, em 30 de setembro de 2020. O corpo foi sepultado em Braga, sua terra natal.

## Livros publicados
(editados no Brasil): 
- As Treze Pragas do Século XX, Editora Folhetim, 1976, ilustrações de Nani e prefácio de Millôr Fernandes;
- Tira a Mãe da Boca, Codecri (editora de “O Pasquim”), Rio de Janeiro, 1980, ilustrações de Guidacci e prefácio de Jô Soares.
- Como Passar no Vestibular sem Fazer força, editora Marco Zero, Rio de Janeiro, 1988.

Editados em Portugal: 
- O Guia da Sobrevivência Política, ilustrações de António, editora Pergaminho, Lisboa, 1991;
- Fábulas Imorais, editora Pergaminho, Lisboa, 1995;
- Breviário de Assuntos Inúteis, Trinova, Lisboa, 1998, capa de António e colaboração de Chico Caruso;
- O caçador de Étês, capa de António, Trinova, Lisboa, 2000;
- Pensamentos & Reflexões, Mensagem, Lisboa, 2002;
- Fábulas Imorais, capa de Millôr Fernandes, 2ª. edição, Mensagem, 2005.
- Fundamentalismo Para Principiantes, Planeta, Lisboa, 2009.
- Memórias Dessa Gente, Soregra, Queluz de Baixo, 2016.

Biografias: 
- Os Olhos da Alma - A Vida de Manuel Madruga, Trinova, Lisboa, 1999;
- José Aparecido - o Homem que Cravou uma Lança na Lua, Trinova, Lisboa, 1999;

Teatro: 
- O Mistério do Queijo Desaparecido - peça infantil representada no teatro do Clube Ginástico Português, do Rio de Janeiro, 1973;
- A Funerária, peça de humor negro, 1980;
- Purpurina's Bar, peça irónico existencial, 2006.